# Christmas Kisses
Christmas Kisses – minialbum amerykańskiej piosenkarki Ariany Grande, wydany 13 grudnia 2013 roku jako digital download przez wytwórnię Republic Records. 3 grudnia 2014 pojawiło się specjalne wydanie japońskie - poszerzone o utwór Santa Tell Me.

## Lista utworów
Wersja standardowa:
| 1. | Last Christmas                        | 3:24  |
|    |                                       |       |
| 2. | Love Is Everything                    | 3:33  |
|    |                                       |       |
| 3. | Snow in California                    | 3:26  |
|    |                                       |       |
| 4. | Santa Baby" (feat. Elizabeth Gillies) | 2:51  |
|    |                                       |       |
|    |                                       | 13:14 |
|    |                                       |       |